# Municipio de Pike (condado de Madison)
El municipio de Pike (en inglés: Pike Township) es un municipio ubicado en el condado de Madison en el estado estadounidense de Ohio. En el año 2010 tenía una población de 580 habitantes y una densidad poblacional de 8,64 personas por km².

## Geografía
El municipio de Pike se encuentra ubicado en las coordenadas 40°4′53″N 83°26′34″O / 40.08139, -83.44278. Según la Oficina del Censo de los Estados Unidos, el municipio tiene una superficie total de 67.12 km², de la cual 67,12 km² corresponden a tierra firme y (0 %) 0 km² es agua.

## Demografía
Según el censo de 2010, había 580 personas residiendo en el municipio de Pike. La densidad de población era de 8,64 hab./km². De los 580 habitantes, el municipio de Pike estaba compuesto por el 95,86 % blancos, el 0,34 % eran afroamericanos, el 1,03 % eran amerindios, el 1,38 % eran asiáticos y el 1,38 % eran de una mezcla de razas. Del total de la población el 0,52 % eran hispanos o latinos de cualquier raza.